# Небо (католицизм)
Небо — з вивчення католицької Церкви досконале життя з пресвятою Трійцею, це спілкування життя і любові з Нею, з Дівою Марією, ангелами і всіма святими.
У рай потрапляють ті, хто вмирає в благодаті й дружбі з Богом і абсолютно очистилися. У небі живе «у Христі», але веде себе і знаходить там свою справжню особистість.
Таємниця неба перевищує людські можливості розуміння й уявлення. Щастя в Небі, образно бачиться як будинок Батька або свято синя, полягає в тім, «щоб бути допущеним зору Бога».
Опис неба знаходиться в Новому Завіті, зокрема, «Ні око не бачило, ні вухо не чуло, ні серце людини не зміг зрозуміти, як це здорово, що приготував Бог люблячим Його» (1 Кор 2, 9)
Про небі він також Ісус Христос:
- «Я йду приготувати місце вам» (Ін 14,2)
- «Прийдіть, благословенні Отця мого, наслідуйте царство, уготоване вам від створення світу!» (Мт 25, 34)

Бачення неба отримала також Св. Фаустина Ковальська. Так, це вона описала у своєму Щоденнику: